# Natalia Pitkäkangas
Natalia Pitkäkangas, född den 8 maj 2003, är en finländsk innebandysspelare som spelar för finländska SC Classic och finländska damlandslaget.
Natalia Pitkäkangas har med det finländska landslaget tagit ett guld i World Games år 2025.